# Théorème de l'idéal premier dans une algèbre de Boole
 (juillet 2017).
En mathématiques, un théorème de l'idéal premier garantit l'existence de certains types de sous-ensembles dans une algèbre. Un exemple courant est le théorème de l'idéal premier dans une algèbre de Boole, qui énonce que tout idéal d'une algèbre de Boole est inclus dans un idéal premier. Une variante de cet énoncé pour filtres sur des ensembles est connue comme le théorème de l'ultrafiltre. D'autres théorèmes sont obtenus en considérant les différentes structures mathématiques avec les notions d'idéal appropriées, par exemple, les anneaux et leurs idéaux premiers (en théorie des anneaux), ou les treillis distributifs et leurs idéaux maximaux (en théorie des ordres). Cet article se concentre sur le théorème de l'idéal premier en théorie des ordres.
Bien que les divers théorèmes de l'idéal premier puissent paraître simples et intuitifs, ils ne peuvent pas être déduits en général des axiomes de la théorie des ensembles de Zermelo-Fraenkel sans l'axiome du choix (en abrégé ZF). Au lieu de cela, certains énoncés s'avèrent équivalents à l'axiome du choix (AC), tandis que d'autres — le théorème de l'idéal premier dans une algèbre de Boole, par exemple — constituent une propriété strictement plus faible que AC. C'est grâce à ce statut intermédiaire entre ZF et ZF + AC (ZFC) que le théorème de l'idéal premier dans une algèbre de Boole est souvent pris comme un axiome de la théorie des ensembles. Les abréviations BPI ou PIT (pour les algèbres de Boole) sont parfois utilisées pour se référer à cet axiome supplémentaire.

## Théorèmes de l'idéal premier
Un idéal d'un ensemble partiellement ordonné est une partie (non vide) ordonné filtrante stable par minorants. Si, dans l'ensemble partiellement ordonné, toute paire {x, y} a un supremum x∨y, comme les ensembles partiellement ordonnés dans le présent article, alors cela est caractérisé de manière équivalente comme un ensemble non vide I stable par minorants mais aussi par supremum binaire (c'est-à-dire {\displaystyle x,y\in I\ \Rightarrow \ x\lor y\in I}). Un idéal I est premier si son complémentaire, au sens de la théorie des ensembles, dans l'ensemble partiellement ordonné est un filtre. Un idéal est dit propre s'il est strictement inclus dans l'ensemble partiellement ordonné.
Historiquement, la première mention relative de ce qui deviendra les théorèmes de l'idéal premier se référait en fait à des filtres — sous-ensembles qui sont des idéaux pour l'ordre opposé. Le théorème de l'ultrafiltre énonce que chaque filtre sur un ensemble est contenu dans un certain filtre (propre) maximal — un ultrafiltre. Il faut savoir que les filtres sur un ensemble sont les filtres propres de l'algèbre de Boole de ses parties. Dans ce cas particulier, les filtres maximaux (c'est-à-dire les filtres qui ne sont pas des sous-ensembles stricts d'un filtre propre) coïncident avec les filtres premiers (c'est-à-dire les filtres qui, chaque fois qu'ils contiennent la réunion de deux sous-ensembles X et Y, contiennent également X ou Y). Le dual de cet énoncé assure ainsi que tout idéal de l'ensemble des parties d'un ensemble est contenu dans un idéal premier.
L'énoncé ci-dessus a conduit à divers théorèmes de l'idéal premier généralisés, chacun d'entre eux existant dans une forme faible ou une forme forte. Les théorèmes faibles de l'idéal premier affirment que toutes les algèbres non triviales d'une certaine classe possèdent au moins un idéal premier. En revanche, les théorèmes forts de l'idéal premier déclarent que tout idéal disjoint d'un filtre donné peut être étendu à un idéal premier qui est toujours disjoint de ce filtre. Dans le cas des algèbres qui ne sont pas des ensembles partiellement ordonnés, on utilise des sous-structures différentes au lieu de filtres. De nombreuses formes de ces théorèmes sont effectivement reconnues comme équivalentes, de sorte que l'affirmation selon laquelle PIT est vrai est généralement considérée comme l'affirmation que l'énoncé correspondant pour les algèbres de Boole (BPI) est valide.
Une autre variation de théorèmes similaires est obtenue en remplaçant chaque occurrence de idéal premier par idéal maximal. Les théorèmes de l'idéal maximal (MIT) correspondants sont souvent — mais pas toujours — plus forts que leur équivalent version PIT.

## Théorème de l'idéal premier dans une algèbre de Boole
Le théorème de l'idéal premier dans une algèbre de Boole est la version forte du théorème de l'idéal premier pour les algèbres de Boole. Ainsi, l'énoncé formel est :
Soit B une algèbre de Boole, soit I un idéal et soit F un filtre de B, tels que I et F soient disjoints. Alors I est contenu dans un idéal premier de B qui est disjoint de F.
La version faible du théorème de l'idéal premier théorème pour les algèbres de Boole dit simplement :
Toute algèbre de Boole contient un idéal premier.
On appelle ces énoncés BPI fort et BPI faible. Les deux sont équivalents, car BPI fort implique clairement BPI faible, et l'implication réciproque peut être obtenue en utilisant BPI faible pour trouver l'idéal premier dans la bonne algèbre quotient.
L'énoncé BPI peut être exprimé de diverses manières. Pour cela, on rappelle le théorème suivant :
Pour tout idéal I de l'algèbre de Boole B, les affirmations suivantes sont équivalentes :
- I est un idéal premier.
- I est un idéal maximal, c'est-à-dire pour tout idéal propre J, si I est contenu dans J alors I = J.
- Pour chaque élément a  de B, I contient exactement un élément de {a, ¬a}.

Ce théorème est un fait bien connu pour les algèbres de Boole. Son dual établit une équivalence entre filtres premiers et ultrafiltres. On note que la dernière propriété est en fait auto-duale — seule l'hypothèse que I est un idéal donne la caractérisation complète. L'équivalence des trois propriétés ci-dessus peut être démontrée dans ZF.
Ainsi, le théorème (fort) de l'idéal maximal (MIT) pour les algèbres de Boole est équivalent à BPI :
Soit B une algèbre de Boole, soit I un idéal et soit F un filtre de B, tel que I et F sont disjoints. Alors I est contenu dans un idéal maximal de B qui est disjoint de F.
On note qu'une maximalité « globale » est exigée, pas seulement une maximalité dans l'ensemble des idéaux disjoints de F. Pourtant, cette variation fournit une autre caractérisation équivalente de BPI :
Soit B une algèbre Booléenne, soit I un idéal et soit F un filtre de B, tel que I et F sont disjoints. Alors I est contenu dans un idéal de B qui est maximal parmi tous les idéaux disjoints de F.
Le fait que cet énoncé est équivalent à BPI est facilement établi en notant le théorème suivant : pour tout treillis distributif L, si un idéal I est maximal parmi tous les idéaux de L disjoints d'un filtre donné F, alors I est un idéal premier. La preuve de cet énoncé (qui peut encore être réalisée dans la théorie des ensembles de ZF) est incluse dans l'article sur les idéaux. Comme toute algèbre de Boole est un treillis distributif, cela montre l'implication souhaitée.
Tous les énoncés ci-dessus sont maintenant facilement considérés comme équivalents. En allant encore plus loin, on peut exploiter le fait que les ordres duaux des algèbres de Boole sont exactement les algèbres de Boole elles-mêmes. Par conséquent, quand on prend l'équivalent dual de tous les énoncés précédents, on se retrouve avec un certain nombre de théorèmes qui s'appliquent aussi pour les algèbres de Boole, mais où chaque occurrence de idéal est remplacée par filtre, et vice-versa. Il est intéressant de remarquer que dans le cas particulier où l'algèbre de Boole étudiée est l'ensemble des parties d'un ensemble ordonné par l'inclusion, le « théorème du filtre maximal » est appelé le théorème de l'ultrafiltre.
En résumé, pour les algèbres de Boole, les MIT faibles et forts, les PIT faibles et forts, et ces énoncés avec des filtres à la place des idéaux, sont tous équivalents. On sait que tous ces énoncés sont des conséquences de l'axiome du choix, noté AC (ce qui peut se démontrer en utilisant le lemme de Zorn), mais ne peuvent pas être prouvés dans ZF (la théorie des ensembles de Zermelo-Fraenkel sans AC), si ZF est cohérent. Pourtant, BPI est strictement plus faible que l'axiome du choix, la preuve de ce théorème, due à J. D. Halpern et Azriel Lévy étant cependant non triviale.

## Théorèmes de l'idéal premier plus approfondis
Les propriétés prototypiques qui ont été discutées pour les algèbres de Boole dans la section ci-dessus peuvent être facilement modifiées pour inclure des treillis plus généraux, tels que les treillis distributifs ou les algèbres de Heyting. Toutefois, dans ces cas, les idéaux maximaux sont différents des idéaux premiers, et la relation entre les PITs et les MITs n'est pas évidente.
En effet, il s'avère que les MITs pour les treillis distributifs et même pour les algèbres de Heyting sont équivalents à l'axiome du choix. D'autre part, il est connu que le PIT fort pour les treillis distributifs est équivalent à BPI (c'est-à-dire le MIT et le PIT pour les algèbres de Boole). D'où le fait que cet énoncé est strictement plus faible que l'axiome du choix. En outre, on observe que les algèbres de Heyting ne sont pas auto-duales, et donc l'utilisation de filtres à la place des idéaux donne des théorèmes différents dans ce cadre. Peut-être étonnamment, le MIT pour les duaux des algèbres de Heyting n'est pas plus fort que BPI, ce qui contraste avec le MIT ci-dessus pour les algèbres de Heyting.
En théorie des anneaux commutatifs, le théorème de Krull énonce que tout idéal propre d'un anneau commutatif unitaire est inclus dans un idéal maximal. C'est un théorème de ZFC qui se déduit par exemple du théorème de Zermelo ou du lemme de Zorn, c'est-à-dire de l'axiome du choix.

Wilfrid Hodges a établi la réciproque, et même un énoncé plus fort : dans ZF l'énoncé tout idéal propre d'un anneau factoriel est inclus dans un idéal maximal implique AC.
Si l'on considère la version affaiblie du théorème de Krull — tout idéal propre d'un anneau commutatif unitaire est inclus dans un idéal premier — Dana S. Scott a annoncé son équivalence avec BPI dans ZF.

## Théorème de l'ultrafiltre
Un filtre sur un ensemble X est une collection non vide de sous-ensembles non vides de X qui est stable par intersections finies et par sur-ensembles. Un ultrafiltre est un filtre maximal pour l'inclusion. Le théorème de l'ultrafiltre énonce que tout filtre sur un ensemble X est inclus dans un ultrafiltre sur X. Ce résultat est utilisé notamment en topologie. Un ultrafiltre qui ne contient pas d'ensembles finis est dit non principal. Le théorème de l'ultrafiltre, et en particulier l'existence d'ultrafiltres non principaux (c'est-à-dire plus fins que le filtre de Fréchet) suit facilement du lemme de Zorn.
Le théorème de l'ultrafiltre est équivalent au théorème de l'idéal premier dans une algèbre de Boole. Cette équivalence est démontrable dans ZF (sans l'axiome du choix). L'idée derrière la preuve est que les sous-ensembles de n'importe quel ensemble forment une algèbre de Boole partiellement ordonnée par inclusion, et toute algèbre de Boole est isomorphe à une algèbre d'ensembles par le théorème de représentation de Stone (celle des parties ouvertes et fermées d'un certain espace compact).

## Applications
Intuitivement, le théorème de l'idéal premier dans une algèbre de Boole dit qu'il y a « assez » d'idéaux premiers dans une algèbre de Boole au sens où l'on peut étendre chaque idéal propre à un idéal maximal. Ceci est d'une importance pratique pour prouver le théorème de représentation de Stone pour les algèbres de Boole, un cas particulier de la dualité de Stone, dans lequel on dote l'ensemble de tous les idéaux premiers d'une certaine topologie et l'on peut en effet retrouver l'original de l'algèbre de Boole (à un isomorphisme près) à partir de ces données. En outre, il s'avère qu'on peut librement choisir de travailler avec des idéaux premiers ou avec des filtres premiers, parce que chaque idéal détermine uniquement un filtre : l'ensemble des compléments de ses éléments. Les deux approches se rencontrent dans la littérature.
De nombreux autres théorèmes de topologie générale qui sont souvent considérés comme reposant sur l'axiome de choix sont en fait équivalents à BPI. Par exemple, le théorème de Tychonov, selon lequel un produit d'espaces compacts est compact est équivalent à BPI. En revanche la version de ce théorème pour les espaces quasi-compacts est équivalente à AC.
Une application du théorème de l'idéal premier dans une algèbre de Boole est l'existence d'un ensemble non Lebesgue-mesurable (l'exemple généralement donné est l'ensemble de Vitali, qui utilise l'axiome du choix). Puisque BPI est strictement plus faible que l'axiome du choix, il s'ensuit que l'existence d'ensembles non mesurables est strictement plus faible que l'axiome du choix.
En algèbre linéaire, le théorème de l'idéal premier dans une algèbre de Boole peut être utilisé pour prouver que les bases d'un même espace vectoriel ont la même cardinalité.